# Mèo Burmilla
Mèo Burmilla là một giống mèo nhà có nguồn gốc từ Vương quốc Anh, được tạo thành vào năm 1981. Giống mèo này là kết quả cuủa việc lai giống Mèo Chinchilla Ba Tư và Mèo Miến Điện. Tiêu chuẩn về giống mèo này được ấn định vào năm 1984, và giống mèo này đã đạt được trạng thái "Vô địch" tại Vương quốc Anh vào những năm 1990.